# Waikaretu
Waikaretu ou Waikāretu  est une communauté rurale et une zone de grottes située dans le  district de Waikato dans la région de Waikato dans l’Île du Nord de la Nouvelle-Zélande.

## Situation
Elle est localisée à 49 kilomètres au sud-ouest de la ville de Tuakau.

## Population
Le espace statistique (en): 0846300 avait une population de 48 habitants en 2013 et le côté de Waikāretu, meshblock  0849001, avait une population de 63 résidents.

## Caractéristiques
La zone est caractérisée par une grotte de 1 km de long, nommée « Nīkau Cave » , qui a des piliers en calcaire, des stalactites et des stalagmites.
Une visite guidée de 90 minutes est disponible, qui offre un circuit souvent humide et glaiseux .
Il y a un café pour les visiteurs et plusieurs options de logements à proximité .
Une revue britannique d’analyse des Agences de voyages de 2020 identifie la grotte comme l’un des meilleurs spots secrets de la Nouvelle-Zélande,.
Une ferme locale fournit aussi des guides pour des randonnées à cheval .

## Toponymie
Waikāretu peut se traduire par les "eaux de l’herbe kāretu "; wai signifie l’eau ; et kāretu (Hierochloe redolens) est une herbe odorante.

## Histoire

### XXesiècle
Le village actuel de Waikaretu fut établi avec l’ouverture d’une école locale en 1924.
Le « Wāikaretu War Memorial Hall» fut construit en 1952.
Il n’a aucun « Roll of Honour », mais inclut une plaque commémorant ceux qui ont servi durant à la fois la Première et la Deuxième Guerres mondiales.
Philip et Anne Woodward arrivèrent dans le secteur en 1976, achetant 204 hectares d’une ferme laitière et d’élevage de moutons comprenant les grottes de « Nīkau Cave ».
Ils ouvrirent la grotte au public en 1994, après que leur bail pour la ferme sur le bloc des 242 hectares ait pris fin et qu’ils ne pouvaient plus faire assez d’argent par l’exploitation de la ferme et le partage des services ,.

### XXIesiècle
Vers 2010, le secteur était caractérisé par plusieurs fermes laitières, comprenant la troisième génération de la ferme Whitford .
En 2016, le Overseas Investment Office (en) concéda à une compagnie chinoise la station de  Weihai, approuvée par l’achat de 595 hectares de terrains côtiers  .
Une partie des terrains sera utilisée pour une maison et des installations d’entraînement avec le reste qui continuera à fonctionner comme une ferme d’élevage de moutons et de bœufs.
La compagnie a donné à l’école de Waikaretu 25 000 $ en prêts entre 2016 et 2020.
Aussi en 2016, un groupe à la recherche de secrets commença à creuser un tunnel sous le côté de la route à la recherche d’un squelette d’une race mythique de géants pré-Polynésiens.
Ils parlèrent de leurs recherches en février 2020, après que l’iwi, les universitaires et le propriétaire des terrains se soient intéressés à leurs travaux de creusement.

## Éducation
L’école de Waikaretu est une école publique, mixte, assurant le primaire, allant des années 1 à 8 , avec un effectif de 25 élèves en mars 2020 .